# Arthromastix pactolalis
Arthromastix pactolalis is een vlinder uit de familie van de grasmotten (Crambidae). De wetenschappelijke naam van deze soort is voor het eerst voorgesteld als Botys pactolalis door Achille Guenée in een publicatie uit 1854.
De soort komt voor op Guadeloupe en in Nicaragua.